# Brasão de armas da Ilha Norfolque

O brasão da Ilha Norfolque

O brasão de armas da Ilha Norfolque é o símbolo oficial da ilha e território australiano externa da Ilha Norfolque. Foi concedido por uma autorização real da rainha Isabel II em 20 de Outubro de 1980.
A descrição formal, ou brasão, dos braços é: Por chevron Azure e Argent em chefe duas Mullets do passado e em issuant de base a partir de uma montagem rochosa acusado de um livro expandida adequada gumes Ou leathered Gules um Pine Norfolque Ilha adequada; E para Crest: De um Naval Crown Azure um demi-leão ou fartaram com uma coroa de louros adequada e segurando uma xícara ou recobertos; E para Apoiantes: No lado do Dexter um Leão e sobre o lado sinistro um canguru adequada a cada descansando a perna dianteira exterior em uma âncora erguer Azure; E para o Compartimento: a lema "INASMUCH" (em português: Na Medida)